# Scythe
Scythe – japońskie przedsiębiorstwo produkujące układy chłodzenia procesorów, płyt głównych, twardych dysków. Jest znane z wysokiej jakości swoich produktów oraz innowacyjności zastosowanych rozwiązań. Jest szczególnie znane wśród użytkowników, którzy zwiększają parametry swoich komputerów (przetaktowywanie).